# Umoare vitroasă
Umoarea vitroasă este o substanță transparentă, gelatinoasă, situată între cristalin și retină, ce are rol în menținerea formei acestuia. Umoarea vitroasă se mai numește și umoare sticloasă.